# 小行星6907
小行星6907（英語：6907 Harryford）是一颗围绕太阳公转的小行星。1990年11月19日，罗伯特·H·麦克诺特在赛丁泉山发现了此天体。
这颗小行星的绝对星等为3.74987等。